# Црква Свете Марије Магдалине у Игришту
Црква Свете Марије Магдалине у Игришту, насељеном месту на територији општине Куршумлија, припада Епархији нишкој Српске православне цркве. Црква је у изградњи и посвећена је Светој Марији Магдалини.
Храм је једнобродна грађевина са тространом апсидом споља. Без певница је, има девет омањих и два велика прозора. Гради се од тврдих ововремених материјала. Звонара стоји на сасвим малом назначеном постољу и покривена бакарним лимом.